# علي باشا الخزندار المورلي
علي باشا الخزندار المورلي سياسي عثماني شغل منصب والي مصر منذ 1691 حتى 1695.